# Gare de Leamington
La gare de Leamington est une gare ferroviaire canadienne, érigée par le chemin de fer Canada Southern Railway (partie du réseau Michigan Central, ensuite Conrail et finalement Canadien National) en 1887.

## Situation ferroviaire
La gare se trouvait sur la ligne secondaire de chemin de fer Canadian Southern entre Leamington et St. Clair, reliant la ville de Leamington à la route principale dans le sud-ouest de l'Ontario, entre Détroit et Buffalo . Elle est à 13.79 miles de Comber .

## Histoire
La ville de Leamington achete la gare du Canadian Southern Railway en 2001 pour une somme de 600 000 $ .

## Patrimoine ferroviaire
La gare est désignée gare ferroviaire patrimoniale du Canada depuis 1995 . Aussi, elle bénéficie de la protection de la Partie IV du Loi sur le patrimoine de l'Ontario depuis 2005 .
Elle est construite en style d’architecture industrielle victorienne . Nous notons « Ses proportions étroites et allongées, ainsi que sa simple structure d’un seul étage pourvue d’un toit en pente, sont caractéristiques des petites gares ferroviaires en bois du XIXe siècle qui ont, de nos jours, presque toutes disparues. » 